# Juliette Vidal
Juliette Vidal (Rijsel, 21 maart 1999) is een voetbalspeelster uit Frankrijk. Ze speelt als verdediger en middenvelder voor Bayer 04 Leverkusen in de Bundesliga.

## Clubcarrière
Vidal kwam van 2015 tot 2017 uit voor FC Lorient in de Division 2 Féminine, het op een na hoogste Franse vrouwenvoetbalniveau. Op 18 oktober 2025 debuteerde ze in een 1-3 thuisnederlaag tegen US Saint-Malo. Vidal maakte haar enige doelpunt in dienst van FC Lorient op 27 maart 2016 in een met 4-2 gewonnen thuiswedstrijd tegen FC Le Mans.
In 2017 ging Vidal voetballen en studeren aan de High Point University in de High Point in North Carolina. Voor het universiteitsteam de Bearcats maakte ze twaalf doelpunten in 2017 en 2018. Ook speelde ze voor de Big Panthers in de Big South Conference, waarin ze negen doelpunten maakte.
In het seizoen 2012/22 keerde ze terug in haar geboorteland bij AS Saint-Étienne. In haar laatste wedstrijd voor de club maakte ze haar enige doelpunt tegen FC Fleury op 28 mei 2022. Vidal stapte in het seizoen 2022/23 over naar het Zwitserse FC Basel.
Het daaropvolgende seizoen was ze actief in België voor RSC Anderlecht. Met deze club werd ze kampioen van de Belgische Super League.
Op 11 juli 2024 werd Vidal gecontracteerd door Bayer 04 Leverkusen. Ze tekende een contract tot medio 2026 bij de club actief in de Bundesliga.

## Statistieken
| Seizoen | Club                | Land        | Competitie          | Wedstrijden | Doelpunten |
| ------- | ------------------- | ----------- | ------------------- | ----------- | ---------- |
| 2021/22 | AS Saint-Étienne    | Frankrijk   | Division 1 Féminine | 8           | 1          |
| 2022/23 | FC Basel            | Zwitserland | Super League        | 18          | 2          |
| 2024/25 | Bayer 04 Leverkusen | Duitsland   | Bundesliga          | 15          | 0          |
| Totaal  | Totaal              | Totaal      | Totaal              | 41          | 3          |

Laatste update: 29 maart 2025

## Interlandcarrière
Vidal debuteerde voor Frankrijk -17 op 17 december 2015 in een wedstrijd tegen Duitsland -17 in Düsseldorf waar ze met haar land 4-1 verloor. Ze kwam op 19 maart 2016 voor het laatst in actie voor Frankrijk -17 in een 1-1 gelijkspel tegen Tsjechië in Flers.